# Ключи к Белому дому
«Ключи к Белому дому» (англ. The Keys to the White House) — книга 1996 года о системе предсказания результатов выборов президента США. Данная система была разработана в 1981 году американским историком Аланом Лихтманом и российским учёным-геофизиком В. И. Кейлис-Бороком, специалистом по предсказательным математическим моделям. Модель имеет историю точных предсказаний, однако подвергается критике некоторых ученых из-за того, что в неё включены слишком много допущений, и из-за того, что она предсказывает только победителя выборов, а не процент голосов победившей партии.

## Система предсказания
Система основана на предположении, что выборы президента США зависят в основном от результатов партии, контролирующей Белый дом в течение прошлого срока. В соответствии с этой теорией, прагматичный американский электорат выбирает президента исходя из результатов правления партии, контролирующей Белый дом, а также учитывает события, происходившие в течение срока — экономический спад или подъём, успехи или провалы внешней политики, скандалы, политические инновации.
Если нация считает, что партия хорошо правила в течение своего срока, то эта партия выигрывает следующие четыре года правления; в противном случае побеждает конкурирующая партия. В соответствии с моделью, независимо от действий кандидата в течение кампании, из-за взгляда общественности на агитацию как на политические технологии, его шансы не будут зависеть от pr-стратегии.
При применении данной модели к президентским выборам начиная с 1860 года, авторы выделили 13 аспектов, которые влияют на переизбрание правящей партии. Когда пять или менее предположений ложны или направлены против правящей партии, то эта партия выигрывает выборы. Если же ложны шесть и больше, то выигрывает конкурирующая партия.

## Тринадцать ключей к Белому дому
Ключи — утверждения, благоприятные для победы правящей партии. Когда пять или менее утверждений ложны, прогнозируется победа правящей партии. В противном случае прогнозируется победа конкурирующей партии.
1. Партийный мандат: после промежуточных выборов находящаяся у власти партия имеет больше мест в Палате представителей США, чем после предыдущих промежуточных выборов.
2. Нет конкуренции на внутрипартийных выборах: нет серьёзной конкуренции кандидату от правящей партии.
3. Должность: кандидат правящей партии — действующий президент.
4. Третьи партии: нет значительной третьей партии или независимого кандидата.
5. Краткосрочная экономика: экономика не находится в рецессии во время избирательной кампании (см. en:List of recessions in the United States).
6. Долгосрочная экономика: реальный экономический рост на душу населения в течение срока равен или превышает средний рост в течение предыдущих двух сроков.
7. Существенное изменение политики: действующая администрация осуществляет существенные изменения в национальной политике.
8. Нет массовых беспорядков: в течение срока не было продолжительных общественных беспорядков.
9. Нет скандала: действующая администрация не была затронута крупным скандалом.
10. Иностранная/военная неудача: действующая администрация не имеет крупной неудачи в иностранных делах или военных вопросах.
11. Иностранный/военный успех: действующая администрация добилась крупного успеха в иностранных делах или военных вопросах.
12. Харизматичный кандидат: кандидат правящей партии харизматичен или является национальным героем.
13. Нехаризматичный конкурент: кандидат оппозиционной партии не харизматичен и не является национальным героем.

### Ключ 1: Партийный мандат
Ключ 1 становится истинным, если действующая партия добилась чистого прироста мест в Палате представителей США на предыдущих президентских и промежуточных выборах вместе взятых. Лихтман приводит такой пример: на выборах в Палату представителей в 1980 году республиканская партия получила 35 мест, а в 1982 году потеряла 27 мест, что в сумме дало прибыль в 8 мест. Поэтому в 1984 году, когда республиканец Рейган баллотировался в президенты, этот ключ был истинным.
По Лихтману, промежуточные выборы отражают результаты действующей партии и являются индикатором общенациональных электоральных тенденций. Кроме того, если действующая партия демонстрирует плохие результаты, большая потеря мест в Палате представителей может повлиять на способность президента проводить политику, что может привести к тому, что другие ключи станут ложными.
По состоянию на конец 2020 года, действующая партия побеждала на перевыборах в 11 из 14 случаев, когда она добивалась чистого прироста мест в Палате представителей США по сравнению с предыдущими промежуточными выборами (исключение составляли 1860, 1952 и 2000 годы).

### Ключ 2: Отсутствие конкуренции на внутрипартийных выборах
Ключ 2 становится истинным, если действующий кандидат от партии набирает не менее двух третей голосов делегатов при первом голосовании на съезде по выдвижению кандидатов, при этом в партии нет глубоких и явных разногласий. Лихтман считает, что способность действующей партии объединиться вокруг кандидата, с которым достигнут консенсус, свидетельствует об успешном управлении, в то время как спорная номинация — о внутрипартийных разногласиях, вызванных слабым управлением.
К числу заметных расколов, сделавших ключ ложным, относится раскол демократов в 1860 году по вопросу отмены рабства (для выдвижения Дугласа потребовалось два съезда и 59 голосований), раскол 1896 года между бурбонными демократами и популистским крылом демократов (съезд потребовал пять голосований для выдвижения Брайана), раскол 1912 года в республиканской партии между консерваторами президента Тафта и прогрессистами бывшего президента Рузвельта (Тафт был выдвинут на переизбрание в первом туре голосования, но получил только 52 % голосов делегатов после того, как прогрессисты покинули съезд), а также глубокие и явные разногласия 1968 года в Демократической партии по поводу Вьетнамской войны (включая сильное противодействие со стороны антивоенного крыла демократов выдвижению кандидатуры вице-президента Хьюберта Хамфри).
По состоянию на конец 2020 года, действующая партия была переизбрана в 21  из 28 случаев, когда ключ был истинным (исключения составили 1888, 1932, 1960, 1992, 2000, 2008 и 2020 год), а в 11 из 13 случаев, когда ключ был ложным (исключения составили 1876 и 1880), действующая партия потерпела поражение. По словам Лихтмана, из всех 13 ключей этот ключ лучше всего предсказывает исход выборов.
И наоборот, серьезная борьба за выдвижение кандидата от оппозиционной партии не вредит его электоральным перспективам, поскольку слабость правящей партии часто приводит к переполненным праймериз в оппозиции в ожидании победы на выборах..
Так, например, на выборах 1920 года республиканцам потребовалось десять голосований, чтобы выдвинуть кандидатуру Уоррена Гардинга. На выборах Гардинг набрал на 26,17 % больше голосов, чем кандидат от правящих демократов Джеймс Кокс, что стало самым большим перевесом в истории. На выборах 1932 года демократам потребовалось четыре голосования, чтобы номинировать Франклина Рузвельта. Это соревнование помогло демократом, потому что сделало ложным ключ 13. На последующих выборах Рузвельт набрал на 17,76 % больше голосов, чем его соперник Герберт Гувер.

### Ключ 3: кандидат правящей партии — действующий президент
Лихтман говорит, что действующий президент, стремящийся переизбраться, имеет ряд преимуществ, таких как возможность определять национальную повестку дня, и зачастую привлекает гораздо больше внимания СМИ, чем не действующий президент. Президент также может воспользоваться эффектом сплочения во время кризиса.
Лихтман также говорит, что президенты, участвующие в перевыборах, редко сталкиваются с самыми сильными кандидатами от оппозиционной партии, поскольку те обычно воздерживаются от участия в выборах, если только президент не считается очень уязвимым.
На конец 2020 года, в тех случаях когда действующий президент баллотировался на переизбрание и ключ 3 был истинным, президент переизбирался в 17 из 25 случаев. Когда ключ был ложным, правящая партия потерпела поражение в 10 случаях из 16 (исключение составили выборы 1868, 1876, 1880, 1908, 1928 и 1988 годов).
Ключ действующего президента коррелирует с ключом 2 (отсутствие первичных выборов), так как обычно гарантирует отсутствие серьезной борьбы за номинацию действующей партии. В тех случаях, когда президент баллотировался на переизбрание и не сталкивался с серьезной конкуренцией за номинацию от своей партии, что делало истинными ключи 2 и 3, президент побеждал на переизбрании в 17 случаях из 21 (исключениями были выборы 1888, 1932, 1992 и 2020 годов).
Если в ходе праймериз президенту предъявляются серьезные претензии, это означает серьезное недовольство внутри его собственной партии и, следовательно, более широкого электората: во всех 4 случаях, когда президент выдвигал свою кандидатуру на переизбрание и ключ 2 оказывался ложным (в 1892, 1912, 1976 и 1980 годах), президент терпел поражение..

### Ключ 4: Нет третьей партии.
Ключ 4 (нет третьей партии) становится ложным, если есть популярный кандидат, кроме номинантов от демократической и республиканской партии.
Большинство американских президентских выборов с 1860 года были по сути бинарными соревнованиями между демократами и республиканцами, поскольку ни один кандидат от третьей партии не приблизился к победе. Лихтман говорит, что если кандидат от третьей партии необычайно популярен, это свидетельствует о серьёзном недовольстве деятельностью действующей партии и засчитывается против нее. Лихтман определяет третьи партии либо как постоянные (с небольшим и лояльным электоратом), либо как повстанческие (возникающие в ответ на особые обстоятельства).
Ретроспективно, ключ становился ложным, когда кандидат от третьей партии набирал 5 % и более голосов избирателей страны или происходил значительный раскол в действующей партии. Например, на президентских выборах 1948 года Генри Уоллес и Стром Тёрмонд откололись от демократов и провели заметные повстанческие кампании, в результате чего ключ стал ложным для президента Гарри Трумэна, несмотря на то, что ни один кандидат от третьей партии не набрал 5 % голосов избирателей.
На предстоящих выборах ключ 4 становится ложным, когда один кандидат от третьей партии постоянно опрашивается на уровне 10 % или выше, что указывает на вероятность получения им 5 % или более голосов избирателей: по мнению Лихтмана, кандидаты от третьей партии обычно отстают от результатов опроса примерно наполовину, поскольку избиратели сосредотачиваются на кандидатах от основной партии. Ключ 4 — единственный ключ, который касается любых опросов кандидатов.
На конец 2020 года, действующая партия потерпела поражение в 6 из 9 случаев, когда был популярный кандидат от третьей партии (исключения составили выборы 1924, 1948 и 1996 годов).

### Ключи 5 и 6: сильная краткосрочная и долгосрочная экономика
Ключ 5 становится ложным, если во время предвыборной кампании экономика находится в рецессии или же мнение о том, что она находится в рецессии, широко распространено. Как пример, Лихтман приводит опрос института Гэллапа, проведённый в сентябре 1992 года: хотя рецессия закончилась ещё в марте 1991, 79 % опрошенных считали, что она всё ещё продолжается. Это сделало ключ 5 ложным для президента Буша — старшего.
Ключ 6 (сильная долгосрочная экономика) верен, если реальный экономический рост на душу населения в текущем сроке равен или превышает средний рост в течение двух предыдущих сроков: Лихтман утверждает, что медленный экономический рост свидетельствует о слабости администрации.
На конец 2020 года, правящая партия проиграла 8 из 9 выборов, когда ложными были оба ключа. Исключением были выборы 1876 года. Когда оба ключа были истинными, правящая партия победила в 14 случаях из 21.
Когда истинным был только ключ 5, правящая партия победила в 8 случаях из 10. В единственном случае, когда ключ 5 был ложным, а ключ 6 истинным, правящая партия проиграла.

### Ключ 7: Существенное изменение политки
Ключ 7 (существенное изменение политики) становится истинным, если действующая администрация меняет курс правительства или принимает важные новые законы, что оказывает широкое влияние на торговлю, благосостояние или перспективы страны: не имеет значения ни популярность изменений среди населения, ни их идеологические обоснования. Авраам Линкольн отменил рабство, Франклин Д. Рузвельт принял «Новый курс», а Барак Обама ввел в действие Закон о доступном здравоохранении — это политические изменения, которые сделали ключ истинным.
По состоянию на конец выборов 2020 года, правящая партия побеждала в 15 из 19 случаев, когда ключ 7 был истинным (исключения составили 1892, 1920, 1968 и 2020 годы) и терпела поражение в 14 из 22 случаев, когда этот ключ был ложным (исключения составили 1872, 1876, 1928, 1956, 1972, 1988, 1996 и 2004 годы).
Этот ключ часто коррелирует с другими ключами. Президент, не предпринимающий энергичных действий во время национального кризиса, может затянуть экономический спад, что, в свою очередь, может привести к общественным беспорядкам, потере его партией большого количества мест в палате представителей на промежуточных выборах и выдвижению харизматичного претендента: в качестве примера можно привести Герберта Гувера и его действия во время Великой депрессии.

### Ключ 8: Нет массовых беспорядков
Ключ 8 (нет массовых беспорядков) становится ложным, если в стране происходят широкомасштабные беспорядки, которые продолжаются или оставляют нерешенными важнейшие вопросы к моменту избирательной кампании, что заставляет избирателей ставить под серьёзное сомнение стабильность страны.
Гражданская война в Америке, расовые и антивоенные беспорядки 1968 года, а также протесты 2020 года, вызванные убийством Джорджа Флойда, были достаточно серьёзными и масштабными событиями, чтобы ключ оказался ложным. Напротив, Великая железнодорожная стачка 1877 года, расовые волнения в Майами 1980 года и Лос-анджелесский бунт 1992 года были слишком локализованы, чтобы сделать этот ключ ложным.
По состоянию на конец 2020 года, действующая партия терпела поражение в 8 из 11 случаев, когда в течение срока полномочий происходили широкомасштабные массовые беспорядки (исключения составили 1864, 1868 и 1872 годы).

### Ключ 9: Нет скандала
Ключ 9 (нет скандала) становится ложным, когда обе партии признают серьёзные нарушения, напрямую связанные с президентом, такие как широкомасштабная коррупция в кабинете министров и/или среди чиновников действующей администрации или неправомерные действия президента, приведшие к двухпартийному импичменту. В отличие от этого, избиратели игнорируют обвинения в правонарушениях, которые кажутся продуктом партийного политиканства или не связаны напрямую с президентом: например, импичмент Эндрю Джонсона в 1868 году и дело «Иран — контрас» во время второго срока Рональда Рейгана не сделали ключ ложным.
Уотергейтский скандал разразился во время первого срока президента-республиканца Ричарда Никсона, но не повлиял на его переизбрание в 1972 году: в то время избиратели считали, что это политическая игра демократов. После переизбрания Никсона появилась новая информация о его причастности к скандалу, которая также вызвала обеспокоенность республиканцев, и ключ стал ложным: разгоревшийся скандал в конечном итоге привёл к отставке Никсона и способствовал поражению республиканцев в 1976 году.
По состоянию на выборы 2020 года, действующая партия потерпела поражение в 4 из 6 случаев, когда действующая администрация была запятнана крупным скандалом (исключение составляют 1876 и 1924 годы).

### Ключи 10 и 11: иностранные или военные неудачи и успехи
Ключ 10 (отсутствие иностранных или военных неудач) становится ложным, когда происходит провал, который, как считается, подрывает авторитет США и/или доверие к руководству президента. Лихтман приводит в пример нападение на Перл-Харбор, неудачное вторжение в Залив Свиней с целью свергнуть Фиделя Кастро, поражение во Вьетнамской войне и кризис с заложниками в Иране как неудачи, которые сделали этот ключ ложным. В отличие от этого, неудачные дипломатические инициативы, такие как неудачная попытка Дуайта Д. Эйзенхауэра договориться с Советским Союзом о запрещении ядерных испытаний, не делают ключ ложным.
По состоянию на выборы 2020 года действующая партия потерпела поражение в 7 из 11 случаев, когда действующая администрация терпела крупный провал во внешней или военной политике (исключения составили 1944, 1948, 1964 и 2004 годы).
Ключ 11 (крупный успех в иностранных или военных делах) верен, когда достижение рассматривается как работающее на престиж или интересы Соединенных Штатов. Лихтман приводит создание НАТО при Гарри Трумэне, успешные переговоры Дуайта Эйзенхауэра о перемирии в Корейской войне, урегулирование Джоном Кеннеди Карибского ракетного кризиса и ликвидацию Усамы бен Ладена при Бараке Обаме как успехи, которые сделали ключ истинным.
По состоянию на выборы 2020 года, действующая партия побеждала на перевыборах в 17 из 21 случая, когда она добивалась успеха во внешней или военной политике (исключения составили 1920, 1952, 1980 и 1992 годы) и терпела поражение в 14 из 20 случаев, когда ключ оказывался ложным (исключения составили 1876, 1880, 1936, 1940, 1984 и 1996 годы).
Действующая партия побеждала на перевыборах в 13 из 14 случаев, когда оба ключа были истинны (исключение составил 1992 год); во всех 4 случаях, когда оба ключа были ложными (в 1960, 1968, 1976 и 2008 годах), действующая партия терпела поражение.

### Ключи 12 и 13: харизма
Ключ 12 (харизматичный действующий кандидат) становится истинным, если кандидат от правящей партии харизматичен или является национальным героем, а ключ 13 (нехаризматичный претендент) становится ложным, если харизматичен или является национальным героем кандидат от оппозиционной партии. Ключ 13 — единственный ключ, относящийся к оппозиционной стороне.
Лихтман определяет харизматичного кандидата как человека с необычайно убедительной или динамичной личностью, которая обеспечивает ему или ей широкую привлекательность, распространяющуюся на избирателей за пределами базового электората его партии: изучив политическую карьеру всех исторических кандидатов в президенты, он обнаружил, что Джеймс Блейн, Уильям Брайан, Теодор Рузвельт, Франклин Д. Рузвельт, Джон Кеннеди, Рональд Рейган и Барак Обама обладали харизмой, достаточно исключительной, чтобы заметно изменить их политическую судьбу. В отличие от этого, Лихтман считает, что, хотя Дональд Трамп обладает сильной притягательностью, он привлекает лишь узкую часть электората, в отличие от широкой притягательности, которую Рональд Рейган имел среди традиционно демократических избирателей.
По мнению Лихтмана, кандидаты могут утратить свой харизматический статус: Уильям Брайан считался харизматичным и вдохновляющим в 1896 и 1900 годах, но его привлекательность для избирателей угасла, и в 1908 году он стал объектом частых насмешек прессы, а Барак Обама излучал харизму в 2008 году, но не смог добиться такого же успеха в общении с общественностью в 2012 году.
Лихтман определяет кандидата как национального героя, если общественность считает его сыгравшим решающую роль в успехе национального начинания: он обнаружил, что Улисс Грант и Дуайт Эйзенхауэр считались национальными героями, поскольку оба были великими военными лидерами, сыгравшими важную роль в крупных американских победах. В отличие от этого, по его словам, хотя многие американцы восхищаются Джоном Маккейном за его военную службу, его не считают национальным героем, поскольку он не вел страну через войну.
По состоянию на конец 2020 года, правящая партия побеждала на выборах в 8 из 10 случаев, когда ключ 12 был истинным (исключение составляют 1884 и 1896 годы), и терпела поражение в 5 из 6 случаев, когда ключ 13 был ложным (исключение составляет 1900 год).

## Результаты прогнозов Лихтмана

### Система выборов в США
Выборы в США являются двухступенчатыми. Сначала каждый избиратель голосует за одного из кандидатов. Потом каждый штат (а с 1964 года и округ Колумбия) посылает делегатов (выборщиков) на Коллегию выборщиков, которая и избирает президента. Чем больше население штата, тем больше выборщиков он посылает. Почти во всех штатах, а также в округе Колумбия, принята мажоритарная система: все выборщики от штата голосуют за того из кандидатов, который в этом штате набрал наибольшее количество голосов, даже если отрыв от следующего кандидата составляет всего один голос. Исключение составляют два небольших штата, Миннесота и Небраска, где система более сложная.
Хотя количество выборщиков растёт с ростом населения, оно не пропорционально населению штата. В частности, ни один штат не может послать менее 3 выборщиков.
Президентом становится тот из кандидатов, который набрал более 50 % голосов выборщиков. Если никто не набрал больше 50 % голосов, президента выбирает Палата представителей. Так было только дважды, в 1800 и в 1824 году.
По этим причинам, президентом не обязательно становится тот, кто набрал больше голосов избирателей. Из 56 выборов, когда кандидатов было больше одного и один из кандидатов получил более 50 % голосов выборщиков, в 4 случаях президентом стал тот, кто получил меньше голосов, чем конкурент:
- В 1876 году демократ Тилден набрал 50,9 % голосов избирателей, а республиканец Хейс 47,9 %. Выборы сопровождались мошенничеством и насилием. Так, например, в Южной Каролине, где победил Хейз, явка составила 101 %, что невозможно, и около 150 чернокожих республиканцев были убиты. После ожесточённых споров и многочисленных пересчётов был заключён компромисс 1877 года, согласно которому демократы признали Хейса президентом и уважать права афроамериканцев в обмен на обещания Хейса не баллотироваться на второй срок и назначить в кабинет хотя бы одного демократа и другие уступки. По официальным данным, Хейс получил 185 голосов выборщиков, Тилден 184.
- В 1888 году демократ Кливленд набрал 48,6 % голосов избирателей, а республиканец Гаррисон 47,8 %. Но Гаррисон получил 233 голоса выборщиков против 168 и стал президентом.
- В 2000 году демократ Гор набрал 48,4 % голосов избирателей, а республиканец Джордж Буш — младший 47,9 %. Но Буш получил 271 голос выборщиков против 266 и стал президентов. Сомнительной была победа Буша в штате Флорида (25 делегатов), решившая исход выборов. В результате машинного подсчёта голосов, Буш победил с отрывом всего в 930 голосов. Гор потребовал полный пересчёт голосов во Флориде, Верховный суд Флориды принял его требование, но Верховный суд США 5 голосами против 4 объявил это решение неконституционным. После частичного пересчёта голосов отрыв сократился до 537 в пользу Буша. Раздел 101.5614[5] Кодекса Флориды гласит, что голосование «не может быть признано недействительным, если существует чёткое указание на намерение избирателя». Результаты дальнейших исследований о том, кто бы победил в случае полного пересчёта голосов, были противоречивыми и зависели от того, что считать «чётким указанием на намерение избирателя».
- В 2016 году демократ Хиллари Клинтон набрала 48,2 % голосов избирателей, а республиканец Дональд Трамп 46,1 %. Но Трамп получил 304 голоса выборщиков, а Клинтон только 227.

Нынешняя система выборов сложилась не сразу. По конституции, определение процедуры избрания выборщиков — прерогатива законодательного собрания штата. В начале 19 века во многих штатах выборщики избирались законодательным собранием. Так, в 1800 году только в 5 из 16 штатов выборщики избирались всеобщим голосованием, в 1824 году уже в 18 из 24 штатов, в 1840 году в 25 из 26 штатов (исключением была Южная Каролина), а с 1868 года во всех штатах. В 1864 году многие штаты не участвовали в выборах из-за Гражданской войны, но в тех 20, которые приняли участие в выборах, действовало всеобщее голосование.

### Интерпретация прогнозов Лихтмана
По разным интерпретациям, система Лихтмана или предсказывает победителя всенародного голосования, или предсказывает, кто победит в голосовании выборщиков и станет президентом. Сам Лихтман в разное время придерживался разных интерпретаций:
- В книге «Thirteen Keys to Presidency», опубликованной в 1988 году, он писал, что его модель предсказывает победителя всенародного голосования[9].
- В 2000 году он просто заявил, что Гор победит.[10]
- В 2016 году Лихтман предсказал, что Трамп победит во всенародном голосовании[11][12].
- После 2016 года Лихтман заявил, что предсказывает победителя президентских выборов.

Лихтман заявил, что после выборов 2000 года он перестал предсказывать результаты народного голосования и просто предсказывал, кто будет избран президентом, объясняя это тем, что расхождения между Коллегией выборщиков и народным голосованием резко возросли, причем демократы имели значительное преимущество в победе на народном голосовании, но не имели такого преимущества в Коллегии выборщиков. Однако это не подтверждается его книгами и работами на эту тему, в которых (вплоть до выборов 2016 года) продолжалось утверждение, что ключи предсказывали только результаты народного голосования.

### С 1984 года по настоящее время
Используя 13 ключей, Лихтман правильно предсказал результаты народного голосования на 9 из 10 президентских выборов с 1984 по 2020 год. Ошибкой было предсказание победы Трампа в 2016 году, который проиграл в народном голосовании, хотя и стал президентом. Если считать, что его система предсказывает результаты президентских выборов, то Лихтман опять же правильно предсказал результат в 9 из 10 случаев: единственной ошибкой было предсказание победы Гора, хотя, по мнению Лихтмана, Гор проиграл из-за неправильного подсчёта голосов во Флориде. Если в каждом случае рассматривать точно то, что сказал Лихтман, то он был прав в 8 из 10 случаев: перед избранием Буша Лихтман написал, что Гор победит, а перед победой Трампа в 2016 году — что тот победит в народном голосовании.

### С 1860 по 1980 год
В этот период выборы президента происходили 31 раз. Во всех случаях индикаторы Лихтмана правильно предсказывают результаты народного голосования, но в 2 случаях неправильно предсказывают, кто стал президентом. Следует учесть, что свою модель Лихтман создал уже после 1980 года.